# Smrdulja
Smrdulja (lat. Bifora), maleni biljni rod trajnica iz porodice Apiaceae kojemu pripada svega tri vrste bradavičava (B. testiculata), zrakasta smrdulja (B. radians) i američka vrsta Bifora americana. Rod je raširen po nekim zemljama Europe, Azije i sjevernoj Africi, a u mnoge krajeve (Sjeverna Amerika i Australija) je uvezena.
Hrvatski naziv došao je zbog njezinog veoma neprijatnog mirisa, pa je ne jede ni stoka. Zrakasta smrdulja česta je na agrarnim površinama, napose u monokulturi žita i drugim intenzivnim monokulturama.